# Ethosom

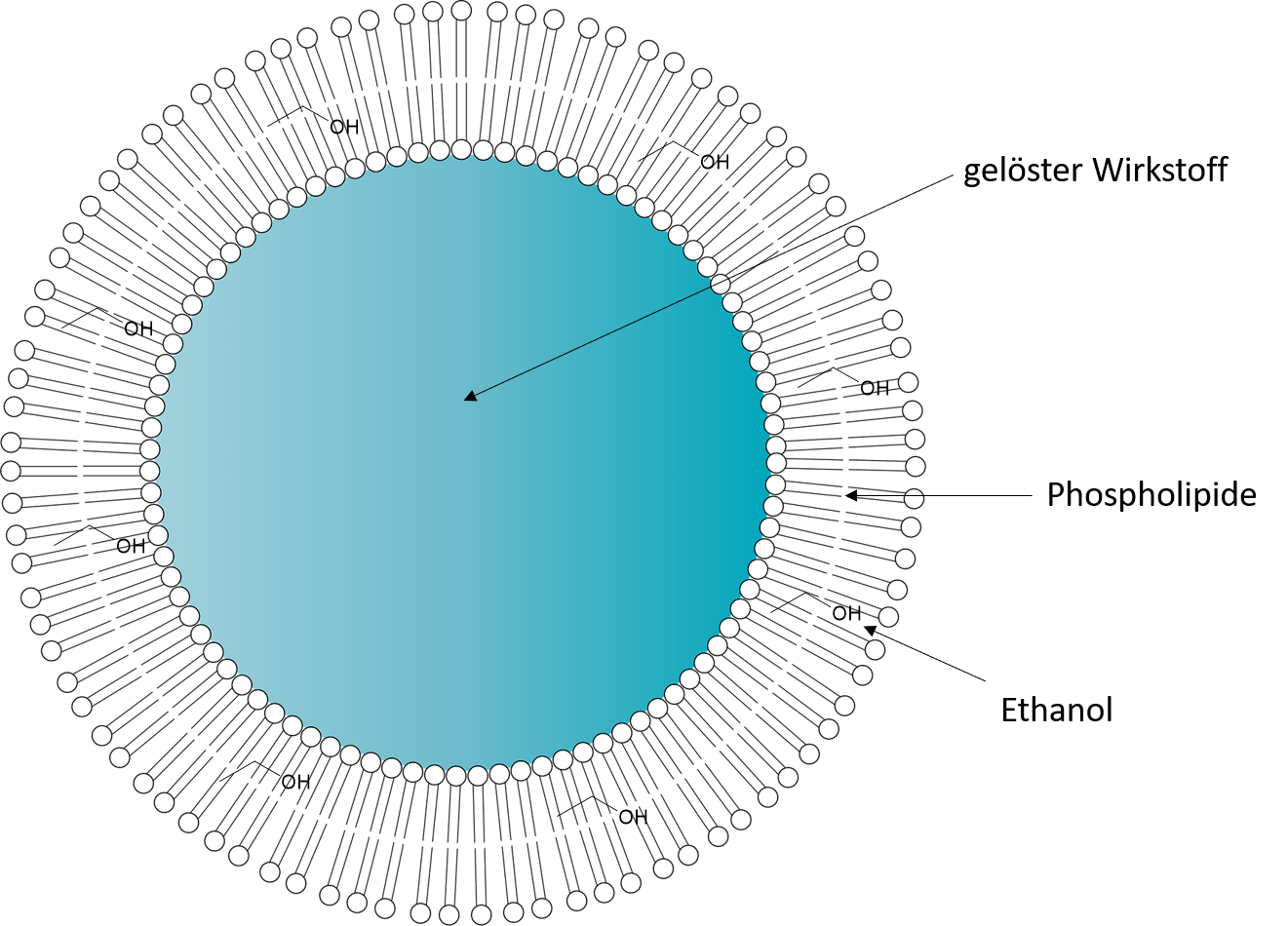
Schematische Abbildung eines Ethosoms

Ethosomen sind aus Phospholipiden und Ethanol bestehende Vesikel. Die Integration von Ethanol in die Lipidschicht sorgt für besondere Flexibilität und Stabilität, was die Penetration der Haut erleichtert. Diese Technologie wird insbesondere zur Verabreichung von Wirkstoffen eingesetzt, die ansonsten nur schwierig die Haut penetrieren. Der Ansatz wird in der Kosmetik- und Pharmaindustrie erforscht, um die Wirksamkeit etwa von Anti-Aging-Produkten und anderen dermatologischen Behandlungen zu optimieren.

## Funktion von Ethosomen
Das Stratum corneum, die äußerste Hautschicht, wirkt als geschwindigkeitsbestimmendes Element bei der Absorption von Wirkstoffen. Diese Schutzstruktur führt typischerweise zu einer begrenzten Absorption von Medikamenten und Wirkstoffen, wodurch deren Wirksamkeit beeinträchtigt wird. Ethosome überwinden dies, weil sie hochflexible und verformbare vesikuläre Nanoträger sind, die es ihnen ermöglichen, ihre Form anzupassen und sich durch die Lücken zwischen den Hautzellen zu zwängen. Ihre Zusammensetzung, einschließlich hoher Konzentrationen von Ethanol (typischerweise 20–45 %) und Phospholipiden, erhöht ebenfalls die Fluidität und Permeabilität des Stratum corneum und erleichtert so das tiefere Eindringen aktiver Verbindungen. Dies ist entscheidend sowohl für die lokalisierte Behandlung als auch für die systemische Verteilung, bei der Verbindungen die Dermis erreichen müssen, um in den Blutkreislauf zu gelangen.
Viele natürliche bioaktive Verbindungen, die oral eingenommen werden, leiden unter einer geringen Bioverfügbarkeit aufgrund des Abbaus im Verdauungstrakt oder der Anfälligkeit für den metabolischen Abbau. Ethosomen bieten einen nicht-invasiven, transdermalen Weg, der diese Probleme umgeht und es aktiven Molekülen ermöglicht, direkt über die dermalen Kapillaren in den systemischen Kreislauf zu gelangen. Dies bedeutet, dass eine höhere Konzentration des Wirkstoffs sein Ziel erreichen kann, ohne abgebaut zu werden.
Einige pflanzliche Substanzen und andere aktive Verbindungen sind instabil, wenn sie Umweltbelastungen wie Sauerstoff, Licht, hohen Temperaturen oder Feuchtigkeit ausgesetzt sind. Die Verkapselung dieser Substanzen in Ethosomen hilft, sie vor dem Abbau zu schützen, wodurch ihre Haltbarkeit verlängert und ihre Wirksamkeit erhalten bleibt. Die Ethanolkomponente in Ethosomen trägt ebenfalls zur Vesikelstabilität bei.
Zusammengefasst adressieren Ethosomen drei Probleme bei Verabreichung von Wirkstoffen für die Haut:
1. Die Begrenzte Hautpenetration und -absorption
2. Geringe Bioverfügbarkeit und Degradation oral verabreichter Verbindungen
3. Instabilität aktiver Substanzen

## Aufbau und Eigenschaften von Ethosomen
Ethosomen bestehen hauptsächlich aus hohen Konzentrationen von Ethanol (typischerweise 20–45 % Gew./Vol.) und Phospholipiden. Sie enthalten auch Wasser bzw. einen wässrigen Puffer. Die Struktur der Ethosomen basiert auf Phospholipiden, meist Phosphatidylcholin (PC) wie Soja- oder Eiphosphatidylcholin. Diese Phospholipide bilden eine monoschichtige oder doppelschichtige Vesikelstruktur, ähnlich wie die Lipiddoppelschichten der Zellen. Phosphatidylcholin ist aufgrund seiner amphiphilen Struktur in der Lage, in Anwesenheit von Wasser spontan micellare und vesikuläre Phasen zu bilden und lipophile oder amphiphile Moleküle zu lösen. Das Besondere an Ethosomen ist der hohe Ethanolanteil. Ethanol ist sowohl in die hydrophoben Schwänze der Phospholipide innerhalb der Doppelschichtstruktur als auch in die Vesikel selbst integriert. Ethanol kann lipophile Verbindungen solubilisieren, was deren Ladekapazität in den Vesikeln im Vergleich zu Liposomen verbessert. Die Einbeziehung von Ethanol in die Zusammensetzung der Ethosomen verleiht ihnen ausgeprägte Eigenschaften wie Flexibilität, Verformbarkeit und Stabilität. Sie sind weicher und flexibler als herkömmliche Liposomen. Diese Verformbarkeit ermöglicht es ihnen, ihre Form anzupassen und sich durch die Zwischenräume zwischen den Hautzellen zu zwängen, was ein tieferes Eindringen aktiver Verbindungen erleichtert. Das in Ethosomen enthaltene Ethanol trägt auch zur Stabilität der Vesikel bei und schützt sie vor Abbau, was ebenfalls die Haltbarkeit des Wirkstoffs verlängert.

### Herstellung
Die Herstellung von Ethosomen erfolgt durch die Dispersion oder Sonifikation einer wässrigen Phase mit einer ethanolischen/organischen Phase, die Phospholipide enthält. Der zu verabreichende Wirkstoff wird dabei vorab in der jeweils geeigneten Phase gelöst, um eine homogene Verteilung im Endprodukt zu gewährleisten.

### Typen
Je nach ihrer Zusammensetzung und den spezifischen Verbesserungen zur Optimierung der Wirkstoffabgabe können Ethosomen in mehrere Haupttypen eingeteilt werden:
1. Klassische Ethosomen: Dies sind die grundlegenden Ethosomen, die hauptsächlich aus Phospholipiden (z. B. Phosphatidylcholin), Ethanol und Wasser bestehen.[2]
2. Binäre Ethosomen: Bei diesen handelt es sich um eine Weiterentwicklung klassischer Ethosomen, bei denen eine Mischung aus Propylenglykol und Ethanol anstelle von reinem Ethanol bei der Herstellung verwendet wird. Ziel ist es, die Ethanoldosis zu reduzieren, die Wirkstofflöslichkeit zu erhöhen, die Stabilität der Formulierung zu verbessern und die Hautpenetration weiter zu fördern.[2]
3. Transethosomen (TETs): Diese stellen eine neuere Generation ethosomaler Systeme dar, die zusätzlich zu Phospholipiden, Wasser und Ethanol auch Penetrationsverstärker oder Tenside (bekannt als „Edge-Aktivatoren“) enthalten. Beispiele für solche Tenside sind Polysorbat 80, Tween 20 oder Natriumcholat. Diese Edge-Aktivatoren erhöhen die Verformbarkeit und Flexibilität der Vesikel weiter, indem sie die Phospholipid-Doppelschicht stören und die Fluidität erhöhen.[1][2]
4. Komposite Phospholipid-Ethosomen (CE): Diese Ethosomen enthalten eine Kombination aus gesättigten und ungesättigten Phospholipiden (z. B. Sojalecithin und hydriertes Lecithin). Diese spezifische Zusammensetzung soll die Oxidation ungesättigter Phospholipide wirksam hemmen und so die Stabilität der Ethosomen verbessern.[2][3]
5. Aktiv zielgerichtete Ethosomen: Dies sind konventionelle Ethosomen, deren Oberfläche mit spezifischen Liganden modifiziert wurde, die eine gezielte Wirkung ermöglichen. Beispiele für Liganden sind galaktosyliertes Chitosan, Hyaluronsäure (HA) oder Polyethylenimin. Dies ermöglicht es den Ethosomen, bestimmte Zellen oder Gewebe spezifisch anzusteuern, z. B. solche mit hochreguliertem CD44-Protein in entzündeter psoriatischer Haut.[2][3]

## Vorteile von Ethosomen im Vergleich zu etablierten Verabreichungssystemen

### Eindringtiefe
Konventionelle topische Formen (Hautcremes, Gele): Die Verabreichung von Medikamenten auf der Haut mittels herkömmlicher halbfester Formen, wie Hautcremes oder Gelen, führt in der Regel nur zu oberflächlichen Effekten. Dies liegt daran, dass die Inhaltsstoffe aufgrund ihrer physikalisch-chemischen Eigenschaften und der Barriereeigenschaften des Stratum corneum die Haut kaum durchdringen können, während Ethosomen tief in die Haut eindringen.

### Einziehgeschwindigkeit
Transdermale Pflaster stellen einen etablierten Weg der Medikamentenverabreichung dar, bei dem Wirkstoffe über die Haut aufgenommen werden. Trotz ihrer Vorteile sind mit dieser klassischen Methode einige Nachteile verbunden. So können Bestandteile des Pflasters, wie beispielsweise der enthaltene Klebstoff oder Hilfsstoffe, zu Hautirritationen führen, die sich in Form von Ausschlägen, Rötungen oder sogar Kontaktdermatitis äußern. Darüber hinaus wird die Akzeptanz bei Patienten oft durch Probleme mit der Haftung beeinträchtigt, da die Pflaster sich möglicherweise nicht ausreichend gut auf der Haut fixieren lassen. Ethosome werden wie eine Hautcreme aufgetragen, haften daher gut und ziehen schnell ein, was bei Verbrauchern zu hoher Akzeptanz führen sollte. Allerdings können auch Ethosome Hautreizungen und Erytheme verursachen.

### Nicht-invasiv
Physikalische Methoden wie Mikronadeln oder Elektroporation zielen darauf ab, die Durchlässigkeit der Haut zu erhöhen, indem sie entweder Energie einsetzen oder das Stratum corneum beseitigen. Obwohl diese Ansätze vielversprechend sind, sind sie nicht ohne Nachteile. Sie können zu Hautreizungen und Schmerzen führen und bergen das Risiko tieferer Gewebeschäden durch Hitzeentwicklung. Zudem erfordern sie den Einsatz spezialisierter Geräte und externer Reize, um die Aufnahme der Wirkstoffe durch die Haut zu fördern. Insbesondere bei Mikronadeln können Immunreaktionen auftreten, eine sorgfältige Sterilisation ist notwendig und es besteht die Gefahr von Hautreizungen und Sensibilisierungen. Darüber hinaus ist die Herstellung von Mikronadeln oft ein komplexer und kostspieliger Prozess. Ethosomen werden ausschließlich topisch, also nicht-invasiv, aufgetragen und sind in den meisten Herstellungsprozessen recht kostengünstig.

### Wirkstoffpenetration
Liposomen stellen eine den Ethosomen ähnliche weit verbreitete Technologie zur Verbesserung der Hautdurchlässigkeit und gezielten Wirkstoffabgabe dar, weisen jedoch bedeutende technologische Einschränkungen auf. Ihre physikochemische Stabilität ist begrenzt, da sie zur Verschmelzung oder zum Aufplatzen der Vesikel neigen können, was zum Verlust des eingeschlossenen Wirkstoffs führt. Zudem verfügen Liposomen über eine geringe Elastizität und sind schlecht formbar. Dieses Problem wird durch das Zufügen von Ethanol in den Ethosomen umgangen.

## Nachteile von Ethosmen
- Der Herstellungsprozess von Ethosomen kann komplex und zeitaufwändig sein, was die Produktion weniger effizient machen kann.[3]
- Obwohl eine kleinere Partikelgröße im Allgemeinen für eine verbesserte Permeation wünschenswert ist, kann es eine Herausforderung sein, die optimale Partikelgröße für Ethosome zu erreichen und aufrechtzuerhalten. Bei einigen Herstellungsmethoden können die Partikelgrößen relativ groß sein, was zusätzliche Schritte wie Ultraschall oder Filtration erfordert, um sie zu reduzieren und eine gleichmäßigere Verteilung zu erzielen.[2]
- Ethosome weisen eine begrenzte Stabilität auf, hauptsächlich aufgrund ihrer Empfindlichkeit gegenüber Temperatur und Feuchtigkeit. Dies kann Schwierigkeiten bei Lagerung und Transport verursachen. Sie sind auch empfindlich gegenüber pH-Wert-Änderungen.[4] Obwohl die Anwesenheit von Ethanol in Ethosomen dazu beiträgt, die Vesikel zu stabilisieren und sie vor Abbau zu schützen, was die Haltbarkeit des Wirkstoffs verbessert, sind sie bei Langzeitlagerung weniger stabil, was ihren Wirkstoffübertragung beeinträchtigen kann.[2]
- Wenn sie nicht optimal formuliert sind, können Ethosome Hautreizungen und Erytheme verursachen.[3]
- Ethosome können Inkompatibilitäten oder Wechselwirkungen mit spezifischen Wirkstoffen aufweisen, was die Löslichkeit, Stabilität oder Bioverfügbarkeit des Medikaments beeinträchtigen könnte.[3]

## Einsatzbeispiele

### Verkapselung von Salak-Schalenextrakt
Salak-Schalenextrakt besitzt aufgrund seiner antioxidativen, antimikrobiellen, entzündungshemmenden und Tyrosinase-inhibierenden Eigenschaften Potenzial als Wirkstoff in Anti-Aging-Cosmeceutical. Seine geringe Wasserlöslichkeit und Instabilität stellen jedoch eine Herausforderung dar. Eine Studie untersuchte daher die Verwendung von Ethosomen als Verkapselungssystem. Die Verkapselung führte zu einer Erhaltung der ursprünglichen Eigenschaften des Extrakts. Zudem zeigte sich eine gute Bioverfügbarkeit und Stabilität der Ethosomen unter verschiedenen Bedingungen.

### Verkapselung von Casissa carandas Extrakt
Der ethanolische Extrakt aus Carissa carandas weist Tyrosinase-inhibierende, proliferationsfördernde und kollagensynthese-steigernde Eigenschaften auf. Seine Wirksamkeit wird jedoch durch die Unfähigkeit, das Stratum corneum zu durchdringen, eingeschränkt. Um dies zu überwinden, wurde der Extrakt in Transethosomen verkapselt, was die Penetration bei gleichzeitig geringer Zytotoxizität und Irritabilität (in Fibroblasten-Zellkulturen) verbesserte.